# Condado de Greene (Geórgia)
O Condado de Greene é um dos 159 condados do Estado americano de Geórgia. A sede do condado é Greensboro, e sua maior cidade é Greensboro. O condado possui uma área de 1 052 km², uma população de 14 406 habitantes, e uma densidade populacional de 14 hab/km² (segundo o censo nacional de 2000). O condado foi fundado em 3 de fevereiro de 1786.